# 1139

## Догађаји
- 25. јануар – Годфри II, гроф од Лувена, постаје војвода Доње Лорене. Решен је Анаклетов раскол, а свештенички целибат је постао обавезан унутар Католичке цркве.
- 8. април – — Други латерански сабор Папа Иноћентије II је  екскомуницирао Руђера II од Сицилије
- Ратови Ђин-Сунг у Кини – Битка код Јанченга: Генерал династије Сунг Јуе Феј побеђује војску коју предводи генерал династије Ђин Вуџу.
- 9. април – Потписан је Даремски споразум између краља Стивена од Енглеске и Давида I од Шкотске.
- 22. јул – Папа Иноћентије II, нападајући Краљевину Сицилију, упада у заседу код Галучија и заробљен је.
- 25. јул – Мињански споразум: Папа Иноћентије II проглашава Руђера II од Сицилије за краља Сицилије, војводу од Апулије и принца од Капуе.
- 30. септембар – Земљотрес магнитуде 7,7 степени Рихтерове скале погодио је Кавкаске планине у Селџучком царству, узрокујући велика разарања и усмртивши 300.000 људи.
- Битка код Оурикеа: Проглашена је независност Португала од Краљевине Леон након што су Алморавиди, предвођени Алијем ибн Јусуфом, поражени од стране принца Афонса Енрикеса. Он потом постаје Афонсо I, краљ Португала, након што је сазвао прву скупштину генералних сталежа Португала у Ламегу, где му је бискуп Брагансе предао круну како би потврдио независност.
- Новембар – Алберик из Остије, папски легат у Прекјучерској Аустремерији, сазива легатински сабор у катедрали Антиохије како би испитао понашање латинског патријарха. Сабору присуствује и јерменски католикос Григорије III, што симболизује почетак јерменско-латинских црквених контаката на високом нивоу.

## Смрти
- 20. октобар — Хајнрих X, војвода Баварске

- Отон Бамбершки

- Годфри I, гроф Левена

- Еуфемија Кијевска

- Јарополк Владимирович